# Александровка (Новониколаевский сельский совет)
Алекса́ндровка (укр. Олександрівка) — село, относится к Лиманскому району Одесской области Украины.
Население по переписи 2001 года составляло 465 человек. Почтовый индекс — 67512. Телефонный код — 4855. Занимает площадь 0,76 км². Код КОАТУУ — 5122784004.

## Местный совет
67511, Одесская обл., Лиманский р-н, с. Новониколаевка, ул. 8 Марта, 29а